# Jean-François de La Rocque de Roberval

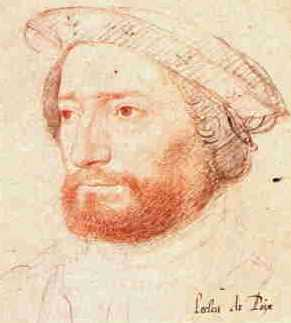
Jean-François de La Rocque de Roberval, gemalt von Jean Clouet

Jean-François de La Rocque de Roberval (* 1500 in Carcassonne; † 1560 in Paris) war ein französischer Seefahrer. Durch seine Freundschaft mit König François I. wurde er zum ersten Generalleutnant von Neufrankreich. Er versuchte erfolglos, in der Nähe von Québec eine Kolonie aufzubauen. Als Freibeuter überfiel er mehrere spanische Kolonien in Amerika. La Roque war ein Anhänger des Calvinismus und wurde wegen seines Glaubens ermordet.

## Leben
La Roque entstammte einem alteingesessenen südfranzösischen Adelsgeschlecht. Er war mit König François I. befreundet und begleitete diesen auf mehreren Feldzügen. Als Anhänger des Protestantismus wurde er 1535 geächtet, nach kurzer Zeit aber begnadigt. Von 1536 bis 1538 war er am Italienischen Krieg beteiligt. Nach dem Tod seines Vaters erbte er umfangreiche Ländereien im Languedoc und in den Ardennen, doch verschuldete er sich bei seinen Verwandten aufgrund seines aufwändigen Lebensstils als Höfling. Möglicherweise hatte sich La Rocque vorübergehend vom Protestantismus abgewandt, da der König ihn am 15. Januar 1541 zum Generalleutnant von Neufrankreich ernannte. Er hatte den Auftrag, mit Unterstützung des Seefahrers Jacques Cartier eine französische Kolonie in Nordamerika aufzubauen und „den katholischen Glauben zu verbreiten“.
Obwohl La Rocque drei Schiffe und finanzielle Unterstützung durch den Staat erhielt, hatte er Schwierigkeiten, seinen Verpflichtungen nachzukommen und Kolonisten anzuwerben. Cartier segelte im Mai 1541 ohne ihn los und brachte auf fünf Schiffen rund 350 Kolonisten in die Region der heutigen Stadt Québec, wo sie an der Mündung des Rivière du Cap Rouge die Siedlung Charlesbourg-Royal gründeten. Um zusätzliche Geldmittel aufzutreiben, ging La Rocque zusammen mit Bidoux de Lartique auf Kaperfahrt und kaperte mehrere englische Handelsschiffe, woraufhin sich der englische Botschafter beim König beschwerte. Schließlich stach La Rocque am 16. April 1542 mit drei Schiffen und 200 Siedlern von La Rochelle aus in See. Am 8. Juni trafen sie im Hafen von St. John’s (Neufundland) auf Cartiers Expedition. Aufgrund von Angriffen der Sankt-Lorenz-Irokesen, einer Skorbut-Epidemie sowie eines strengen Winters hatte sich Cartier dazu entschlossen, die Kolonie aufzugeben.
Cartier weigerte sich, nach Charlesbourg-Royal zurückzukehren. La Rocque hingegen erreichte wenig später die verlassene Siedlung. Unterwegs hatte er seine nahe Verwandte Marguerite de La Rocque (die genaue Verwandtschaft ist unbekannt) zusammen mit ihrem Liebhaber und einem Dienstmädchen auf einer Insel im Sankt-Lorenz-Golf ausgesetzt. Marguerite überlebte dort einige Jahre, bis baskische Fischer sie retteten. Ihre Geschichte wurde mehrfach literarisch verarbeitet, darunter von Margarete von Navarra (Heptaméron), François de Belleforest und André Thevet. La Rocques Kontingent hatte in Charlesbourg-Royal mit denselben Problemen zu kämpfen wie Cartier, so dass die Siedlung im Frühjahr 1543 endgültig aufgegeben wurde. Die folgenden sechs Jahrzehnte gab es keine französischen Kolonialisierungsbemühungen mehr.
Nachdem La Rocque die Siedler nach Frankreich zurückgebracht hatte, ging er mit seinen Schiffen auf Kaperfahrt in der Karibik, wo er spanische Schiffe und Städte angriff. 1543 überfiel er Santa Marta, ein Jahr später Cartagena de Indias. Schiffe unter seinem Kommando überfielen 1546 Baracoa und Havanna. Spanische Quellen jener Ära bringen ihn mit einem „Roberto Baal“ genannten Freibeuter in Verbindung, der damals die Region unsicher machte. Trotz der Kaperfahrten und der Protektion des Königs hatte La Rocque weiterhin finanzielle Probleme. Seine Güter wurden 1555 gepfändet. Mittlerweile hatte er sich wieder ganz dem Calvinismus zugewandt und war deshalb katholischer Repression ausgesetzt. Eines Nachts im Jahr 1560 (das genaue Todesdatum ist nicht überliefert) wurde er in der Nähe des Cimetière des Innocents auf dem Heimweg von einer Pariser Calvinisten-Versammlung ermordet.

## Ehrung
Nach ihm ist die Stadt Roberval in Québec benannt.